# Liste der Mitglieder des IX. Senats der Republik Polen

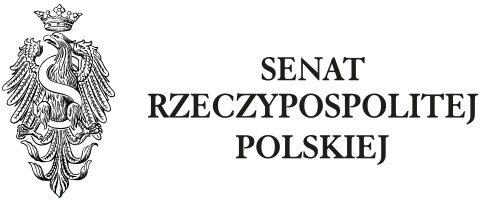
Emblem des Senats der Republik Polen

Die Liste der Mitglieder des IX. Senats der Republik Polen enthält alle Senatoren der IX. Wahlperiode des Senats der Republik Polen. Die Amtszeit der Senatoren begann am 12. November 2015 mit dem Leisten des Amtseides während der konstituierenden Sitzung des Senats und dauert bis zum Tag vor der Versammlung des Senats der nächsten Wahlperiode an.
Der Senat der Republik Polen besteht aus 100 Mitgliedern. Gewählt wurden die Senatoren bei der Parlamentswahl am 25. Oktober 2015 in 100 Wahlkreisen nach Mehrheitswahl (Persönlichkeitswahl). Während der Wahlperiode schieden vier Senatoren aus. Ein Senator wurde nachgewählt, die anderen Mandate blieben vakant.

## Übersicht der Fraktionen
| Fraktion | Fraktion | Mandate                               | Mandate                       | ±   |
| Fraktion | Fraktion | Erste Sitzung (12./13. November 2015) | Letzter Stand (13. Juni 2019) | ±   |
| -------- | --- | ------------------------------------- | ----------------------------- | --- |
|          | Klub Parlamentarny Prawo i Sprawiedliwość (PiS) (Parlamentsklub Recht und Gerechtigkeit)                                                                             | *062 ∗                                | 62                            | ▬ 0 |
|          | Klub Parlamentarny – Grupa Senatorów Platforma Obywatelska (PO) (Parlamentsklub – Senatorengruppe Bürgerplattform)                                                   | *033 ∗                                | 26                            | ▼ 7 |
|          | Koło Senatorów Niezależnych (KSN) (Kreis unabhängiger Senatoren) | 003                                   | 0                             | ▼ 3 |
|          | Klub Poselski Polskiego Stronnictwa Ludowego – Unii Europejskich Demokratów (PSL-UED) (Parlamentarischer Klub Polnische Volkspartei – Union europäischer Demokraten) | 001                                   | 01                            | ▬ 0 |
|          | Fraktionslos | 001                                   | 08                            | ▲ 7 |
| Total:   | Total: | 100                                   | 97                            | ▼ 3 |

## Liste der Senatoren
Farblegende:
Senator der bisherigen ganzen Wahlperiode
Vorzeitig ausgeschiedener Senator
Nachgewählter Senator
| Bild | Bild                   | Name                   | Wahlkomitee                                   | Wahlkreis | Fraktion     | Anmerkungen |
| ---- | ---------------------- | ---------------------- | --------------------------------------------- | --------- | ------------ | --- |
|      | Rafał Ambrozik         | Rafał Ambrozik         | KW Prawo i Sprawiedliwość                     | 029       | PiS          | |
|      | Mieczysław Augustyn    | Mieczysław Augustyn    | KW Platforma Obywatelska RP                   | 088       | PO           | |
|      |                        | Anna Maria Anders      | KW Prawo i Sprawiedliwość                     | 059       |              | Nachgewählt am 6. März 2016 für Bohdan Paszkowski |
|      | PiS                    | Anna Maria Anders      | KW Prawo i Sprawiedliwość                     | 059       |              | Nachgewählt am 6. März 2016 für Bohdan Paszkowski |
|      | Adam Bielan            | Adam Bielan            | KW Prawo i Sprawiedliwość                     | 050       | PiS          | stellvertretender Senatsmarschall; Mandat am 28. Mai 2019 niedergelegt nach der Wahl in das Europäische Parlament, Mandat nicht neu besetzt |
|      | Adam Bielan            | Adam Bielan            | KW Prawo i Sprawiedliwość                     | 050       |              | stellvertretender Senatsmarschall; Mandat am 28. Mai 2019 niedergelegt nach der Wahl in das Europäische Parlament, Mandat nicht neu besetzt |
|      | Grzegorz Bierecki      | Grzegorz Bierecki      | KWW Grzegorza Biereckiego                     | 017       | PiS          | als unabhängiger Kandidat gewählt, Eintritt in die Fraktion Klub Parlamentarny Prawo i Sprawiedliwość (PiS) am 12. November 2015 |
|      | Przemysław Błaszczyk   | Przemysław Błaszczyk   | KW Prawo i Sprawiedliwość                     | 025       | PiS          | |
|      | Aleksander Bobko       | Aleksander Bobko       | KW Prawo i Sprawiedliwość                     | 056       | PiS          | |
|      | Ryszard Bonisławski    | Ryszard Bonisławski    | KW Platforma Obywatelska RP                   | 024       | PO           | |
|      | Waldemar Bonkowski     | Waldemar Bonkowski     | KW Prawo i Sprawiedliwość                     | 063       | PiS          | vom 12. November 2015 bis zum 23. Februar 2018 Mitglied des Klub Parlamentarny Prawo i Sprawiedliwość (PiS), seit dem 24. Februar 2018 fraktionslos |
|      | Waldemar Bonkowski     | Waldemar Bonkowski     | KW Prawo i Sprawiedliwość                     | 063       | fraktionslos | vom 12. November 2015 bis zum 23. Februar 2018 Mitglied des Klub Parlamentarny Prawo i Sprawiedliwość (PiS), seit dem 24. Februar 2018 fraktionslos |
|      | Marek Borowski         | Marek Borowski         | KWW Marka Borowskiego                         | 042       | KSN          | vom 12. November 2015 bis zum 14. Juni 2016 Mitglied des Koło Senatorów Niezależnych (KSN), seit dem 15. Juni 2016 fraktionslos |
|      | Marek Borowski         | Marek Borowski         | KWW Marka Borowskiego                         | 042       | fraktionslos | vom 12. November 2015 bis zum 14. Juni 2016 Mitglied des Koło Senatorów Niezależnych (KSN), seit dem 15. Juni 2016 fraktionslos |
|      | Bogdan Borusewicz      | Bogdan Borusewicz      | KW Platforma Obywatelska RP                   | 065       | PO           | stellvertretender Senatsmarschall |
|      | Barbara Borys-Damięcka | Barbara Borys-Damięcka | KW Platforma Obywatelska RP                   | 044       | PO           | vereidigt am 19. November 2015 |
|      | Margareta Budner       | Margareta Budner       | KW Prawo i Sprawiedliwość                     | 093       | PiS          | |
|      | Jerzy Chróścikowski    | Jerzy Chróścikowski    | KW Prawo i Sprawiedliwość                     | 019       | PiS          | |
|      | Zbigniew Cichoń        | Zbigniew Cichoń        | KW Prawo i Sprawiedliwość                     | 034       | PiS          | |
|      | Leszek Czarnobaj       | Leszek Czarnobaj       | KW Platforma Obywatelska RP                   | 067       | PO           | |
|      | Grzegorz Czelej        | Grzegorz Czelej        | KW Prawo i Sprawiedliwość                     | 015       | PiS          | stellvertretender Senatsmarschall (bis zum 20. April 2017) |
|      | Jerzy Czerwiński       | Jerzy Czerwiński       | KW Prawo i Sprawiedliwość                     | 051       | PiS          | |
|      | Dorota Czudowska       | Dorota Czudowska       | KW Prawo i Sprawiedliwość                     | 003       | PiS          | |
|      | Wiesław Dobkowski      | Wiesław Dobkowski      | KW Prawo i Sprawiedliwość                     | 028       | PiS          | |
|      | Jan Dobrzyński         | Jan Dobrzyński         | KW Prawo i Sprawiedliwość                     | 060       | PiS          | Vom 12. November 2015 bis zum 10. April 2018 Mitglied des Klub Parlamentarny Prawo i Sprawiedliwość (PiS), seit dem 11. April 2018 fraktionslos |
|      | Jan Dobrzyński         | Jan Dobrzyński         | KW Prawo i Sprawiedliwość                     | 060       | fraktionslos | Vom 12. November 2015 bis zum 10. April 2018 Mitglied des Klub Parlamentarny Prawo i Sprawiedliwość (PiS), seit dem 11. April 2018 fraktionslos |
|      | Robert Dowhan          | Robert Dowhan          | KW Platforma Obywatelska RP                   | 022       | PO           | |
|      | Jarosław Duda          | Jarosław Duda          | KW Platforma Obywatelska RP                   | 006       | PO           | Mandat am 28. Mai 2019 niedergelegt nach der Wahl in das Europäische Parlament, Mandat nicht neu besetzt |
|      | Jarosław Duda          | Jarosław Duda          | KW Platforma Obywatelska RP                   | 006       |              | Mandat am 28. Mai 2019 niedergelegt nach der Wahl in das Europäische Parlament, Mandat nicht neu besetzt |
|      | Jerzy Fedorowicz       | Jerzy Fedorowicz       | KW Platforma Obywatelska RP                   | 032       | PO           | |
|      | Piotr Florek           | Piotr Florek           | KW Platforma Obywatelska RP                   | 090       | PO           | |
|      | Robert Gaweł           | Robert Gaweł           | KW Prawo i Sprawiedliwość                     | 092       | PiS          | |
|      | Adam Gawęda            | Adam Gawęda            | KW Prawo i Sprawiedliwość                     | 072       | PiS          | |
|      | Stanisław Gogacz       | Stanisław Gogacz       | KW Prawo i Sprawiedliwość                     | 014       | PiS          | |
|      | Mieczysław Golba       | Mieczysław Golba       | KW Prawo i Sprawiedliwość                     | 058       | PiS          | vereidigt am 18. November 2015 |
|      | Arkadiusz Grabowski    | Arkadiusz Grabowski    | KW Prawo i Sprawiedliwość                     | 076       | PiS          | |
|      | Tomasz Grodzki         | Tomasz Grodzki         | KW Platforma Obywatelska RP                   | 097       | PO           | |
|      | Maciej Grubski         | Maciej Grubski         | KW Platforma Obywatelska RP                   | 023       | PO           | Vom 12. November 2015 bis zum 9. September 2018 Mitglied des Klub Parlamentarny – Grupa Senatorów Platforma Obywatelska (PO), seit dem 10. September 2018 fraktionslos |
|      | Maciej Grubski         | Maciej Grubski         | KW Platforma Obywatelska RP                   | 023       | fraktionslos | Vom 12. November 2015 bis zum 9. September 2018 Mitglied des Klub Parlamentarny – Grupa Senatorów Platforma Obywatelska (PO), seit dem 10. September 2018 fraktionslos |
|      | Jan Hamerski           | Jan Hamerski           | KW Prawo i Sprawiedliwość                     | 036       | PiS          | |
|      | Jan Maria Jackowski    | Jan Maria Jackowski    | KW Prawo i Sprawiedliwość                     | 039       | PiS          | |
|      | Andrzej Kamiński       | Andrzej Kamiński       | KW Prawo i Sprawiedliwość                     | 078       | PiS          | |
|      | Stanisław Karczewski   | Stanisław Karczewski   | KW Prawo i Sprawiedliwość                     | 049       | PiS          | Senatsmarschall |
|      | Wiesław Kilian         | Wiesław Kilian         | KW Platforma Obywatelska RP                   | 004       | PO           | verstorben am 15. März 2019, Mandat nicht neu besetzt |
|      | Wiesław Kilian         | Wiesław Kilian         | KW Platforma Obywatelska RP                   | 004       |              | verstorben am 15. März 2019, Mandat nicht neu besetzt |
|      | Kazimierz Kleina       | Kazimierz Kleina       | KW Platforma Obywatelska RP                   | 062       | PO           | |
|      | Bogdan Klich           | Bogdan Klich           | KW Platforma Obywatelska RP                   | 033       | PO           | |
|      | Andrzej Kobiak         | Andrzej Kobiak         | KW Platforma Obywatelska RP                   | 009       | PO           | |
|      | Maria Koc              | Maria Koc              | KW Prawo i Sprawiedliwość                     | 047       | PiS          | stellvertretende Senatsmarschallin |
|      | Stanisław Kogut        | Stanisław Kogut        | KW Prawo i Sprawiedliwość                     | 037       | PiS          | Vom 12. November 2015 bis zum 19. Januar 2018 Klub Parlamentarny Prawo i Sprawiedliwość (PiS), seit dem 20. Januar 2018 fraktionslos |
|      | Stanisław Kogut        | Stanisław Kogut        | KW Prawo i Sprawiedliwość                     | 037       | fraktionslos | Vom 12. November 2015 bis zum 19. Januar 2018 Klub Parlamentarny Prawo i Sprawiedliwość (PiS), seit dem 20. Januar 2018 fraktionslos |
|      | Władysław Komarnicki   | Władysław Komarnicki   | KW Platforma Obywatelska RP                   | 021       | PO           | |
|      | Tadeusz Kopeć          | Tadeusz Kopeć          | KW Prawo i Sprawiedliwość                     | 079       | PiS          | |
|      | Małgorzata Kopiczko    | Małgorzata Kopiczko    | KW Prawo i Sprawiedliwość                     | 087       | PiS          | |
|      | Waldemar Kraska        | Waldemar Kraska        | KW Prawo i Sprawiedliwość                     | 048       | PiS          | |
|      | Jan Filip Libicki      | Jan Filip Libicki      | KW Platforma Obywatelska RP                   | 089       | PO           | Vom 12. November 2015 bis zum 17. Juni 2018 Mitglied des Klub Parlamentarny – Grupa Senatorów Platforma Obywatelska (PO), danach bis zum 15. Oktober 2018 fraktionslos und seit dem 16. Oktober 2018 Mitglied des Klub Poselski Polskiego Stronnictwa Ludowego – Unii Europejskich Demokratów (PSL-UED)                                                                                |
|      | Jan Filip Libicki      | Jan Filip Libicki      | KW Platforma Obywatelska RP                   | 089       | fraktionslos | Vom 12. November 2015 bis zum 17. Juni 2018 Mitglied des Klub Parlamentarny – Grupa Senatorów Platforma Obywatelska (PO), danach bis zum 15. Oktober 2018 fraktionslos und seit dem 16. Oktober 2018 Mitglied des Klub Poselski Polskiego Stronnictwa Ludowego – Unii Europejskich Demokratów (PSL-UED)                                                                                |
|      | Jan Filip Libicki      | Jan Filip Libicki      | KW Platforma Obywatelska RP                   | 089       | PSL-UED      | Vom 12. November 2015 bis zum 17. Juni 2018 Mitglied des Klub Parlamentarny – Grupa Senatorów Platforma Obywatelska (PO), danach bis zum 15. Oktober 2018 fraktionslos und seit dem 16. Oktober 2018 Mitglied des Klub Poselski Polskiego Stronnictwa Ludowego – Unii Europejskich Demokratów (PSL-UED)                                                                                |
|      | Maciej Łuczak          | Maciej Łuczak          | KW Prawo i Sprawiedliwość                     | 026       | PiS          | |
|      | Józef Łyczak           | Józef Łyczak           | KW Prawo i Sprawiedliwość                     | 013       | PiS          | |
|      | Ryszard Majer          | Ryszard Majer          | KW Prawo i Sprawiedliwość                     | 068       | PiS          | |
|      | Robert Mamątow         | Robert Mamątow         | KW Prawo i Sprawiedliwość                     | 046       | PiS          | |
|      | Marek Martynowski      | Marek Martynowski      | KW Prawo i Sprawiedliwość                     | 038       | PiS          | |
|      | Łukasz Mikołajczyk     | Łukasz Mikołajczyk     | KW Prawo i Sprawiedliwość                     | 095       | PiS          | |
|      | Andrzej Mioduszewski   | Andrzej Mioduszewski   | KW Prawo i Sprawiedliwość                     | 012       | PiS          | |
|      | Andrzej Misiołek       | Andrzej Misiołek       | KW Platforma Obywatelska RP                   | 080       | PO           | Vom 12. November 2015 bis zum 12. Dezember 2017 Mitglied des Klub Parlamentarny – Grupa Senatorów Platforma Obywatelska (PO), danach fraktionslos und seit dem 19. Dezember 2017 Mitglied Klub Parlamentarny Prawo i Sprawiedliwość (PiS) |
|      | Andrzej Misiołek       | Andrzej Misiołek       | KW Platforma Obywatelska RP                   | 080       | fraktionslos | Vom 12. November 2015 bis zum 12. Dezember 2017 Mitglied des Klub Parlamentarny – Grupa Senatorów Platforma Obywatelska (PO), danach fraktionslos und seit dem 19. Dezember 2017 Mitglied Klub Parlamentarny Prawo i Sprawiedliwość (PiS) |
|      | Andrzej Misiołek       | Andrzej Misiołek       | KW Platforma Obywatelska RP                   | 080       | PiS          | Vom 12. November 2015 bis zum 12. Dezember 2017 Mitglied des Klub Parlamentarny – Grupa Senatorów Platforma Obywatelska (PO), danach fraktionslos und seit dem 19. Dezember 2017 Mitglied Klub Parlamentarny Prawo i Sprawiedliwość (PiS) |
|      | Krzysztof Mróz         | Krzysztof Mróz         | KW Prawo i Sprawiedliwość                     | 002       | PiS          | |
|      | Grzegorz Napieralski   | Grzegorz Napieralski   | KW Platforma Obywatelska RP                   | 098       | fraktionslos | |
|      | Jarosław Obremski      | Jarosław Obremski      | KWW Obremski – niezależny Senator z Wrocławia | 008       | KSN          | vom 12. November 2015 bis zum 18. Mai 2016 Mitglied des Koło Senatorów Niezależnych (KSN), seit dem 19. Mai 2016 Mitglied des Klub Parlamentarny Prawo i Sprawiedliwość (PiS) |
|      | Jarosław Obremski      | Jarosław Obremski      | KWW Obremski – niezależny Senator z Wrocławia | 008       | PiS          | vom 12. November 2015 bis zum 18. Mai 2016 Mitglied des Koło Senatorów Niezależnych (KSN), seit dem 19. Mai 2016 Mitglied des Klub Parlamentarny Prawo i Sprawiedliwość (PiS) |
|      | Bogusława Orzechowska  | Bogusława Orzechowska  | KW Prawo i Sprawiedliwość                     | 085       | PiS          | |
|      | Andrzej Pająk          | Andrzej Pająk          | KW Prawo i Sprawiedliwość                     | 030       | PiS          | |
|      | Maria Pańczyk-Pozdziej | Maria Pańczyk-Pozdziej | KW Platforma Obywatelska RP                   | 071       | PO           | |
|      | Bohdan Paszkowski      | Bohdan Paszkowski      | KW Prawo i Sprawiedliwość                     | 059       | PiS          | Verlust des Senatsmandats am 9. Dezember 2015 durch die Wahl zum Woiwoden der Woiwodschaft Podlachien am 8. Dezember 2015, Nachfolgerin: Anna Maria Anders |
|      | Bohdan Paszkowski      | Bohdan Paszkowski      | KW Prawo i Sprawiedliwość                     | 059       |              | Verlust des Senatsmandats am 9. Dezember 2015 durch die Wahl zum Woiwoden der Woiwodschaft Podlachien am 8. Dezember 2015, Nachfolgerin: Anna Maria Anders |
|      | Kein Bild vorhanden    | Grzegorz Peczkis       | KW Prawo i Sprawiedliwość                     | 053       | PiS          | |
|      | Marek Pęk              | Marek Pęk              | KW Prawo i Sprawiedliwość                     | 031       | PiS          | |
|      | Kein Bild vorhanden    | Wojciech Piecha        | KW Prawo i Sprawiedliwość                     | 073       | PiS          | |
|      | Leszek Piechota        | Leszek Piechota        | KW Platforma Obywatelska RP                   | 074       | PO           | Vom 12. November 2015 bis zum 12. Dezember 2017 Mitglied des Klub Parlamentarny – Grupa Senatorów Platforma Obywatelska (PO), danach fraktionslos und seit dem 19. Dezember 2017 Mitglied Klub Parlamentarny Prawo i Sprawiedliwość (PiS) |
|      | Leszek Piechota        | Leszek Piechota        | KW Platforma Obywatelska RP                   | 074       | fraktionslos | Vom 12. November 2015 bis zum 12. Dezember 2017 Mitglied des Klub Parlamentarny – Grupa Senatorów Platforma Obywatelska (PO), danach fraktionslos und seit dem 19. Dezember 2017 Mitglied Klub Parlamentarny Prawo i Sprawiedliwość (PiS) |
|      | Leszek Piechota        | Leszek Piechota        | KW Platforma Obywatelska RP                   | 074       | PiS          | Vom 12. November 2015 bis zum 12. Dezember 2017 Mitglied des Klub Parlamentarny – Grupa Senatorów Platforma Obywatelska (PO), danach fraktionslos und seit dem 19. Dezember 2017 Mitglied Klub Parlamentarny Prawo i Sprawiedliwość (PiS) |
|      | Aleksander Pociej      | Aleksander Pociej      | KW Platforma Obywatelska RP                   | 045       | PO           | |
|      | Marian Poślednik       | Marian Poślednik       | KW Platforma Obywatelska RP                   | 094       | PO           | |
|      | Michał Potoczny        | Michał Potoczny        | KW Prawo i Sprawiedliwość                     | 077       | PiS          | |
|      | Krystian Probierz      | Krystian Probierz      | KW Prawo i Sprawiedliwość                     | 070       | PiS          | |
|      | Zdzisław Pupa          | Zdzisław Pupa          | KW Prawo i Sprawiedliwość                     | 055       | PiS          | |
|      | Konstanty Radziwiłł    | Konstanty Radziwiłł    | KW Prawo i Sprawiedliwość                     | 041       | PiS          | |
|      | Marek Rocki            | Marek Rocki            | KW Platforma Obywatelska RP                   | 043       | PO           | |
|      | Tadeusz Romańczuk      | Tadeusz Romańczuk      | KW Prawo i Sprawiedliwość                     | 061       | PiS          | |
|      | Jadwiga Rotnicka       | Jadwiga Rotnicka       | KW Platforma Obywatelska RP                   | 091       | PO           | |
|      | Jan Rulewski           | Jan Rulewski           | KW Platforma Obywatelska RP                   | 010       | PO           | Vom 12. November 2015 bis zum 13. April 2019 Mitglied des Klub Parlamentarny – Grupa Senatorów Platforma Obywatelska (PO), seit dem 14. April 2019 fraktionslos |
|      | Jan Rulewski           | Jan Rulewski           | KW Platforma Obywatelska RP                   | 010       | fraktionslos | Vom 12. November 2015 bis zum 13. April 2019 Mitglied des Klub Parlamentarny – Grupa Senatorów Platforma Obywatelska (PO), seit dem 14. April 2019 fraktionslos |
|      | Jarosław Rusiecki      | Jarosław Rusiecki      | KW Prawo i Sprawiedliwość                     | 082       | PiS          | |
|      | Sławomir Rybicki       | Sławomir Rybicki       | KW Platforma Obywatelska RP                   | 064       | PO           | |
|      | Czesław Ryszka         | Czesław Ryszka         | KW Prawo i Sprawiedliwość                     | 075       | PiS          | |
|      | Janina Sagatowska      | Janina Sagatowska      | KW Prawo i Sprawiedliwość                     | 054       | PiS          | |
|      | Michał Seweryński      | Michał Seweryński      | KW Prawo i Sprawiedliwość                     | 027       | PiS          | stellvertretender Senatsmarschall (seit dem 20. April 2017) |
|      | Krzysztof Słoń         | Krzysztof Słoń         | KW Prawo i Sprawiedliwość                     | 083       | PiS          | |
|      | Waldemar Sługocki      | Waldemar Sługocki      | KW Platforma Obywatelska RP                   | 020       | PO           | |
|      | Andrzej Stanisławek    | Andrzej Stanisławek    | KW Prawo i Sprawiedliwość                     | 016       | PiS          | |
|      | Lidia Staroń           | Lidia Staroń           | KWW Lidia Staroń – Zawsze po stronie ludzi    | 086       | KSN          | Vom 12. November 2015 bis zum 14. Juni 2016 Mitglied des Koło Senatorów Niezależnych (KSN), seit dem 15. Juni 2016 fraktionslos |
|      | Lidia Staroń           | Lidia Staroń           | KWW Lidia Staroń – Zawsze po stronie ludzi    | 086       | fraktionslos | Vom 12. November 2015 bis zum 14. Juni 2016 Mitglied des Koło Senatorów Niezależnych (KSN), seit dem 15. Juni 2016 fraktionslos |
|      | Grażyna Sztark         | Grażyna Sztark         | KW Platforma Obywatelska RP                   | 099       | PO           | |
|      | Aleksander Szwed       | Aleksander Szwed       | KW Prawo i Sprawiedliwość                     | 005       | PiS          | |
|      | Antoni Szymański       | Antoni Szymański       | KW Prawo i Sprawiedliwość                     | 066       | PiS          | |
|      | Rafał Ślusarz          | Rafał Ślusarz          | KW Prawo i Sprawiedliwość                     | 001       | PiS          | |
|      | Przemysław Termiński   | Przemysław Termiński   | KW Platforma Obywatelska RP                   | 011       | PO           | |
|      | Piotr Wach             | Piotr Wach             | KW Platforma Obywatelska RP                   | 052       | PO           | |
|      | Artur Warzocha         | Artur Warzocha         | KW Prawo i Sprawiedliwość                     | 069       | PiS          | |
|      | Jerzy Wcisła           | Jerzy Wcisła           | KW Platforma Obywatelska RP                   | 084       | PO           | |
|      | Kazimierz Wiatr        | Kazimierz Wiatr        | KW Prawo i Sprawiedliwość                     | 035       | PiS          | |
|      | Jacek Włosowicz        | Jacek Włosowicz        | KW Prawo i Sprawiedliwość                     | 081       | PiS          | |
|      | Andrzej Wojtyła        | Andrzej Wojtyła        | KW Prawo i Sprawiedliwość                     | 096       | PiS          | |
|      | Alicja Zając           | Alicja Zając           | KW Prawo i Sprawiedliwość                     | 057       | PiS          | |
|      | Józef Zając            | Józef Zając            | KW Polskie Stronnictwo Ludowe                 | 018       | PSL-UED      | vom 12. November 2015 bis zum 21. April 2016 Mitglied des Klub Poselski Polskiego Stronnictwa Ludowego – Unii Europejskich Demokratów (PSL-UED), danach fraktionslos und vom 10. Mai 2016 bis zum 14. Juni 2016 Mitglied des Koło Senatorów Niezależnych (KSN), danach erneut fraktionslos und seit dem 15. November 2016 Mitglied des Klub Parlamentarny Prawo i Sprawiedliwość (PiS) |
|      | Józef Zając            | Józef Zając            | KW Polskie Stronnictwo Ludowe                 | 018       | fraktionslos | vom 12. November 2015 bis zum 21. April 2016 Mitglied des Klub Poselski Polskiego Stronnictwa Ludowego – Unii Europejskich Demokratów (PSL-UED), danach fraktionslos und vom 10. Mai 2016 bis zum 14. Juni 2016 Mitglied des Koło Senatorów Niezależnych (KSN), danach erneut fraktionslos und seit dem 15. November 2016 Mitglied des Klub Parlamentarny Prawo i Sprawiedliwość (PiS) |
|      | Józef Zając            | Józef Zając            | KW Polskie Stronnictwo Ludowe                 | 018       | KSN          | vom 12. November 2015 bis zum 21. April 2016 Mitglied des Klub Poselski Polskiego Stronnictwa Ludowego – Unii Europejskich Demokratów (PSL-UED), danach fraktionslos und vom 10. Mai 2016 bis zum 14. Juni 2016 Mitglied des Koło Senatorów Niezależnych (KSN), danach erneut fraktionslos und seit dem 15. November 2016 Mitglied des Klub Parlamentarny Prawo i Sprawiedliwość (PiS) |
|      | Józef Zając            | Józef Zając            | KW Polskie Stronnictwo Ludowe                 | 018       | fraktionslos | vom 12. November 2015 bis zum 21. April 2016 Mitglied des Klub Poselski Polskiego Stronnictwa Ludowego – Unii Europejskich Demokratów (PSL-UED), danach fraktionslos und vom 10. Mai 2016 bis zum 14. Juni 2016 Mitglied des Koło Senatorów Niezależnych (KSN), danach erneut fraktionslos und seit dem 15. November 2016 Mitglied des Klub Parlamentarny Prawo i Sprawiedliwość (PiS) |
|      | Józef Zając            | Józef Zając            | KW Polskie Stronnictwo Ludowe                 | 018       | PiS          | vom 12. November 2015 bis zum 21. April 2016 Mitglied des Klub Poselski Polskiego Stronnictwa Ludowego – Unii Europejskich Demokratów (PSL-UED), danach fraktionslos und vom 10. Mai 2016 bis zum 14. Juni 2016 Mitglied des Koło Senatorów Niezależnych (KSN), danach erneut fraktionslos und seit dem 15. November 2016 Mitglied des Klub Parlamentarny Prawo i Sprawiedliwość (PiS) |
|      | Barbara Zdrojewska     | Barbara Zdrojewska     | KW Platforma Obywatelska RP                   | 007       | PO           | |
|      | Piotr Zientarski       | Piotr Zientarski       | KW Platforma Obywatelska RP                   | 100       | PO           | |
|      | Jan Żaryn              | Jan Żaryn              | KW Prawo i Sprawiedliwość                     | 040       | PiS          | |